# Les Poissons rouges ou Mon père ce héros
Pour les articles homonymes, voir Les Poissons rouges.
Les Poissons rouges ou Mon père, ce héros est une pièce de théâtre française (comédie en 4 actes) de Jean Anouilh représentée pour la première fois à Paris, au Théâtre de l'Œuvre, le 21 janvier 1970.
- Mise en scène : Jean Anouilh,  Roland Piétri
- Décors et costumes : Jean-Denis Malclès

## Résumé
Antoine est un dramaturge aussi tragique dans ses pièces que désinvolte dans sa vie. Marié à Charlotte, père de Toto et Camomille, il profite d'une année de repos littéraire pour tromper sa femme avec Edwiga Pataques. Ses différentes rencontres et ses disputes avec Charlotte l'entraînent dans ses souvenirs d'enfance et de soldat, au temps où il cheminait à bicyclette avec La Surette, un ami de condition populaire qui lui reproche sans cesse sa bonne conscience bourgeoise. Antoine accepte d'être malmené par La Surette, à l'image du père de Victor Hugo tel que dépeint dans le poème « Après la bataille ». Ce poème, récité par Toto, est un des leitmotiv de la pièce, tout comme le souvenir d'enfance autour des poissons rouges qui ouvre la pièce : alors qu'il avait huit ans, Antoine a uriné dans le bocal des poissons rouges de sa grand-mère.

## Distribution
- Jean-Pierre Marielle : Antoine de Saint-Flour
- Michel Galabru : La Surette
- Yvonne Clech : Charlotte de Saint-Flour
- Marie-Claire Chantraine : Edwiga Pataques
- Claude Stermann : Toto de Saint-Flour
- Lyne Chardonnet : Camomille de Saint-Flour
- Madeleine Barbulée : Mme Prudent
- Nicole Vassel : Adèle/la voix du bébé
- Pascal Mazzotti : médecin bossu
- Edith Perret : 1re dame
- Marcelle Arnold : 2e dame
- Gilberte Géniat : bonne de l'auberge de la mer/couturière.

Le texte de la pièce est publié aux Éditions de la Table ronde.

## Citations
« 
Charlotte – ... Toi, tu mets ton point d'honneur à ne pas être dans le vent !

Antoine – J'ai peur de m'enrhumer.
 »

« Le derrière d'Edwiga Pataquès est parfois aussi ennuyeux pour moi que la lune — cette boule blafarde qu'on se croit obligé d'admirer, avec une vague pensée métaphysique, les soirs d'été. Mais j'y retourne ! Par rigueur ! C'est ça l'homme ! Pour me prouver que je suis libre. Envie ou pas, à moi la lune ! »

— Acte I. Éditeur Gallimard, édition Folio, p. 44

« Le sexe féminin est un abîme ignoble... Dans ce petit pays je suis obligé de faire de la médecine générale, mais ma spécialité est la gynécologie... Cela vous guérit, croyez-moi, cher Monsieur. Si tous les hommes étaient gynécologues, il y aurait beaucoup moins de crimes passionnels ! »

— Acte III. Éditeur Gallimard, édition Folio, p. 74

« La science est incertaine et l'homme est increvable, quand il le veut. »

— Acte IV. Éditeur Gallimard, édition Folio, p. 143